# قمر صناعي ICESat-2
ICESat-2 ( القمر الصناعي-2 لقياس ارتفاع الجليد والسحب والأرض ) ، وهو جزء من نظام مراقبة الأرض التابع لوكالة ناسا ، وهو عبارة عن مهمة ساتلية لقياس ارتفاع الغطاء الجليدي وسمك الجليد البحري ، بالإضافة إلى تضاريس الأرض وخصائص الغطاء النباتي والسحب. تم إطلاق هذا القمر الصناعي ICESat-2 ، وهو متابعة لمهمة ICESat ، في 15 سبتمبر 2018 على متن Delta II كطائرة أخيرة من قاعدة فاندنبرغ الجوية في كاليفورنيا ، إلى مدار شبه دائري ، قريب من القطب مع ارتفاع من حوالي 496 كـم (308 ميل) . تم تصميم هذا القمر الصناعي ليعمل لمدة ثلاث سنوات ويحمل ما يكفي من الوقود لمدة سبع سنوات. القمر الصناعي يدور حول الأرض بسرعة 9و6 كيلومتر في الثانية.
تم تصميم مهمة ICESat-2 لتوفير بيانات الارتفاع اللازمة لتحديد توازن كتلة الصفيحة الجليدية بالإضافة إلى معلومات الغطاء النباتي . وسيوفر قياسات طبوغرافية للمدن والبحيرات والخزانات والمحيطات وأسطح اليابسة في جميع أنحاء العالم ، بالإضافة إلى التغطية الخاصة بالقطب. يتمتع ICESat-2 أيضًا بالقدرة على اكتشاف تضاريس قاع البحر حتى عمق 100 قدم (30 مترًا) تحت السطح في المناطق الساحلية ذات المياه النقية. نظرًا لعدم قياس التغيرات الكبيرة للغطاء الجليدي القطبي في ظاهرة الاحتباس الحراري ، فإن أحد الأغراض الرئيسية لـ ICESat-2 هو قياس التغير في ارتفاع الصفائح الجليدية بواسطة نظام الليزر والليدار lidar لتحديد تأثير ذوبان الصفيحة الجليدية في البحر ومقدار رفع مستوى مياه البحر. بالإضافة إلى ذلك ، تسمح الدقة العالية للنبضات المتعددة لليزر بجمع قياسات ارتفاعات الجليد البحري لتحليل معدل تغيره خلال الوقت.
تم بناء واختبار المركبة الفضائية ICESat-2 بواسطة شركة Northrop Grumman Innovation Systems في جيلبرت ، أريزونا ،  بينما تم بناء الأداة ، ATLAS ، على متن طائرة وإدارتها بواسطة مركز جودارد لرحلات الفضاء في جرينبيلت بولاية ماريلاند . تم تصميم أداة ATLAS وصنعها بواسطة مركز جودارد، وتم إنشاء الحافلة بواسطة الأداة ودمجها مع الأداة Orbital Sciences (لاحقًا Orbital ATK ). تم إطلاق القمر الصناعي على صاروخ Delta II الذي قدمته United Launch Alliance . كان هذا آخر إطلاق لصاروخ دلتا 2.

## أجهزة القمر الصناعي

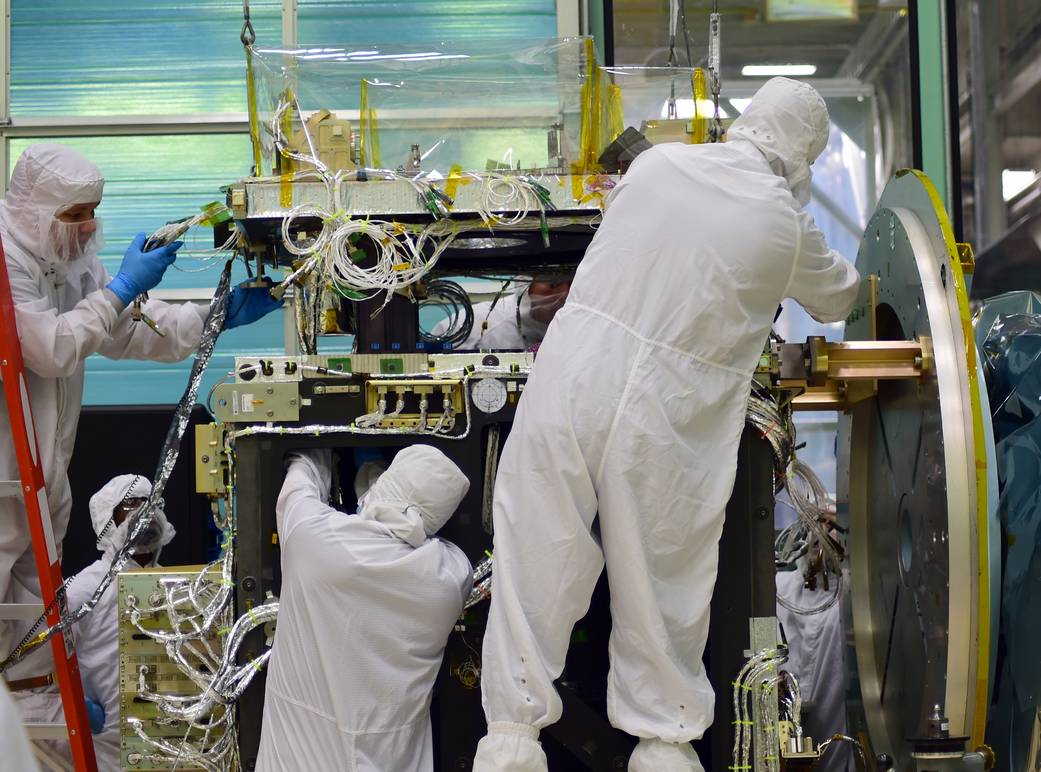
تجهيز مجموعة أجهزة ATLAS في NASA GSFC

الأداة الوحيدة في القمر الصناعي ICESat-2 هي نظام مقياس الارتفاع الطبوغرافي بالليزر المتقدم (ATLAS) ، وهو جهاز ليدار فضائي. تم تصميمه وبناؤه في مركز جودارد لرحلات الفضاء ، مع أنظمة توليد الليزر والكشف التي توفرها شركة فايبرتيك. يقيس ATLAS وقت انتقال فوتونات الليزر من القمر الصناعي إلى الأرض وانعكاسها ؛ تستخدم برامج الكمبيوتر وقت نزول وارتداد نبضات متعددة لليزر لتحديد الارتفاع.
يصدر جهاز أطلس نبضات ليزر مرئية عند الطول الموجي 532  نانومتر. أثناء دوران ICESat-2 ، يولد ATLAS ستة أشعة مرتبة في ثلاثة أزواج من أجل تحديد انحدار السطح بشكل دقيق وتوفير تغطية أكبر للأرض. كان لسابقه ، وهو القمر الصناعي ICESat ، شعاع ليزر واحد فقط. يسمح العدد الأكبر من الليزر بتحسين تغطية سطح الأرض. كل زوج شعاع متباعد مسافة 3.3 كـم (2.1 ميل) عبر مسار الحزمة ، ويتم فصل كل حزمة في زوج بمقدار 2.5 كـم (1.6 ميل) على طول مسار الشعاع. ويتم تدوير مجموعة الليزر بدرجتين من المسار الأرضي للقمر الصناعي بحيث يتم فصل مسار زوج الحزمة بمقدار 90 م (300 قدم) تقريبًا . ينتج عن معدل نبض الليزر جنبًا إلى جنب مع سرعة القمر الصناعي أن الجهاز ATLAS يأخذ قياس الارتفاع كل 70 سـم (28 بوصة) على طول المسار الأرضي للقمر الصناعي.
يطلق الليزر النبضات بمعدل 10 كيلو هرتز. ترسل كل نبضة حوالي 200 تريليون فوتون ، وكلها تقريبًا مشتتة أو تنحرف عندما تنتقل النبضة إلى سطح الأرض وترتد إلى القمر الصناعي. يعود حوالي عشرة فوتونات من كل نبضة إلى الجهاز ويتم جمعها باستخدام تلسكوب البريليوم مقاس 79 سنتيمتر. يتميز البريليوم بصلابة عالية خاصة ويحافظ على شكله عبر مجموعة كبيرة من درجات الحرارة. يجمع التلسكوب فوتونات بطول موجة يبلغ 532 نانومتر ، وبالتالي يقوم بتصفية الضوء غير ذي الصلة في الغلاف الجوي. تحدد برامج الكمبيوتر أيضًا 532 نانومتر فوتونًا في مجموعة البيانات ؛ يتم الاحتفاظ بتسجيلات الفوتونات المنعكسة من الليزر فقط للتحليل.
من السمات البارزة لـ ATLAS أن المهندسين مكّنوا القمر الصناعي من التحكم في كيفية وضعه في الفضاء ، وهو أمر مهم لأن ATLAS يسجل المسافة بنفسه إلى الأرض ، وإذا كان موقعه معطلاً ، فسيتم إيقاف القياس المسجل لارتفاع الأرض أيضًا. قام المهندسون أيضًا ببناء النظام المرجعي لليزر ، والذي يؤكد أن الليزر يتم ضبطه وفقًا للتلسكوب. في حالة إيقاف تشغيل التلسكوب أو الليزر ، يمكن للقمر الصناعي إجراء تعديلاته الخاصة وفقًا لذلك.
يدير مركز الأرشيف النشط الموزع التابع للمركز الوطني لبيانات الجليد والثلوج البيانات العلمية لـلقمر الصناعي ICESat-2.

## المهمة العلمية
يهدف القمر الصناعي ICESat-2 إلى تحقيق أربعة أهداف علمية:
1. تحديد مساهمات الغطاء الجليدي القطبي في التغير الحالي والحديث في مستوى سطح البحر والصلات مع الظروف المناخية ؛
2. تحديد البصمات الإقليمية لتغييرات الغطاء الجليدي بغرض تقييم الآليات التي تقود إلى تلك التغييرات ، وتحسين النماذج التنبؤية للغطاء الجليدي ؛ وهذا يشمل قياس التطور الإقليمي للتغيرات في الصفيحة الجليدية ، مثل كيفية انتشار التغييرات في المخرج الجليدي الممتد إلى الداخل ؛
3. تقدير سمك الجليد البحري لفحص الجليد / المحيطات / الغلاف الجوي لتبادل الطاقة والكتلة والرطوبة ؛
4. قياس ارتفاع الغطاء النباتي كأساس لتقدير الكتلة الحيوية على نطاق واسع وتغير الكتلة الحيوية. بالنسبة لهذه المهمة ، تكون بيانات ارتفاعات مظلة الغطاء النباتي دقيقة للغاية باستخدام نظام الحزم المتعددة لليزر وتكنولوجيا النبضات الدقيقة (عد الفوتونات) في نظام مقياس الارتفاع الطبوغرافي بالليزر المتقدم ATLAS.[28]

بالإضافة إلى ذلك ، سيأخذ ICESat-2 قياسات السحب والهباء الجوي ، وارتفاع المحيطات ، والمسطحات المائية الداخلية مثل الخزانات والبحيرات والمدن والحركات الأرضية بعد أحداث مثل الزلازل أو الانهيارات الأرضية.

## تطوير المشروع

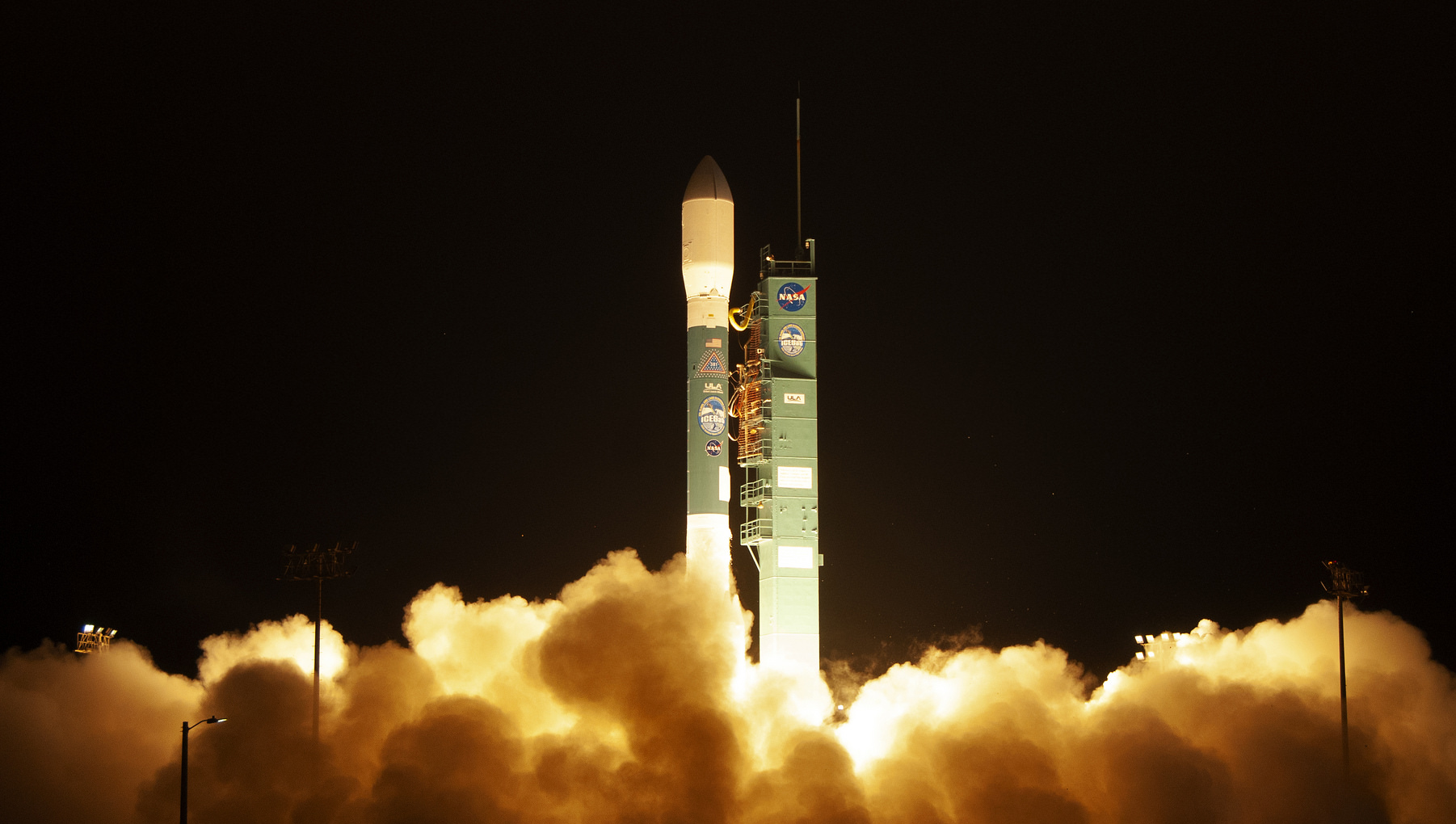
إطلاق القمر الصناعي ICESat-2

ICESat-2 هو متابعة لمهمة القمر الصناعي ICESat الأصلية ، والتي تم إيقاف تشغيلها في عام 2010. عندما دخل المشروع مرحلته الأولى في عام 2010 ، كان من المتوقع أن يكون جاهزًا للإطلاق في عام 2015. ولكن في ديسمبر 2012 ذكرت وكالة ناسا أنها تتوقع إطلاق المشروع في عام 2016. في السنوات التالية ، أدت المشكلات الفنية مع الأداة الوحيدة الموجودة على متن البعثة ، ATLAS ، إلى تأخير المهمة أكثر ، مما أدى إلى تأخير الإطلاق المتوقع من أواخر عام 2016 إلى مايو 2017. وفي يوليو 2014 ، قدمت وكالة ناسا تقريرًا إلى الكونجرس يوضح بالتفصيل أسباب التأخير وتجاوز الميزانية المتوقعة ، كما هو مطلوب بموجب القانون لمشاريع ناسا التي تنفق ما لا يقل عن 15 ٪ من الميزانية. من أجل تمويل تجاوز الميزانية ، قامت وكالة ناسا بتحويل الأموال من مهمات الأقمار الصناعية الأخرى المخطط لها ، مثل القمر الصناعي Plankton و Aerosol و Cloud و Ocean Ecosystem (PACE).
تم إطلاق ICESat-2 في 15 سبتمبر 2018 الساعة 15:02 بالتوقيت العالمي المنسق من مجمع إطلاق الفضاء 2 بقاعدة القوات الجوية فاندنبرغ على متن صاروخ دلتا 2 7420-10C. للحفاظ على درجة من استمرارية البيانات بين إيقاف تشغيل ICESat وإطلاق ICESat-2 ، استخدمت عملية IceBridge المحمولة جواً التابعة لوكالة ناسا مجموعة متنوعة من الطائرات لجمع التضاريس القطبية وقياس سماكة الجليد باستخدام مجموعات مقاييس الارتفاع بالليزر والرادارات وأنظمة أخرى.

## التطبيقات
تم تصميم برنامج تطبيقات ICESat-2 لإشراك الأشخاص والمنظمات الذين يخططون لاستخدام البيانات ، قبل إطلاق القمر الصناعي. تم اختيار فريق التعريف العلمي هذا من بين مجموعة من المتقدمين ، ويمثل خبراء في مجموعة متنوعة من المجالات العلمية بما في ذلك الهيدرولوجيا وعلوم الغلاف الجوي وعلوم المحيطات وعلوم النباتات. يعمل المستخدمون الأوائل في البرنامج ، بما في ذلك علماء الجليد وعلماء البيئة والبحرية ، مع فريق تطبيقات ICESat-2 لتوفير معلومات حول كيفية استخدام عمليات رصد الأقمار الصناعية. الهدف من هذه المجموعة هو توصيل القدرات الهائلة لمهمة ICESat-2 إلى المجتمع العلمي الأكبر ، بهدف تنويع وابتكار طرق وتقنيات جديدة من البيانات التي تم جمعها. على سبيل المثال ، سيتمكن العلماء في مجال البيئة من استخدام قياس ارتفاع الغطاء النباتي والكتلة الحيوية وغطاء المظلة المشتق من عد الفوتونات ليدار الخاص بـ ICESat-2 (PCL).
في ربيع عام 2020 ، اختارت ناسا الفريق العلمي لـ ICESat-2 من خلال عملية تقديم تنافسية ، ليحل محل فريق التعريف العلمي قبل الإطلاق. تعمل هذه المجموعة كمجلس استشاري لمهمة ما بعد الإطلاق ، في محاولة لضمان تلبية المتطلبات العلمية للبعثة.

## أنظر أيضا
- CryoSat – وكالة الفضاء الأوروبية (ESA) تعادل عمليتي IceBridge و ICESat
- CryoSat-2 – مهمة متابعة CryoSat

## روابط خارجية
- ICESat -2 نسخة محفوظة 10 يوليو 2018 على موقع واي باك مشين. في NASA.gov
- ICESat-2 بواسطة مركز جودارد لرحلات الفضاء التابع لناسا
- ICESat-2 في البوابة الإلكترونية لوكالة الفضاء الأوروبية